# Käräjäsaaret
Käräjäsaaret är en halvö i Finland. Den ligger i sjön Saimen och i kommunen Ruokolax i den ekonomiska regionen  Imatra ekonomiska region  och landskapet Södra Karelen, i den södra delen av landet, 230 km nordost om huvudstaden Helsingfors. Notera att namnet antyder att det är fråga om flera öar.